# Lavardens
Lavardens – miejscowość i gmina we Francji, w regionie Oksytania, w departamencie Gers.
Według danych na rok 1990 gminę zamieszkiwało 377 osób, a gęstość zaludnienia wynosiła 12 osób/km² (wśród 3020 gmin regionu Midi-Pireneje Lavardens plasuje się na 695. miejscu pod względem liczby ludności, natomiast pod względem powierzchni na miejscu 278.).